# Crisaor
Na mitologia grega, Crisaor (em grego:  Χρυσάωρ, transl.: Chrysáōr, "aquele que tem uma arma dourada"), é um gigante, filho de Poseidon e Medusa.
Foi concebido em pleno solo de um templo de Atena, que, enfurecida pela profanação, transformou Medusa em uma górgona, fazendo com que todos que a olhassem se transformassem em pedra. Assim, Crisaor e seu irmão, o cavalo alado Pégaso, não nasceram até que Perseu decapitou Medusa.
Crisaor tem este nome porque já nasceu com uma espada de ouro. Crisaor se uniu a Calírroe, filha de Oceano, e teve o filho Gerião, de três corpos, que foi morto por Héracles.